# ماري يامازاكي
ماري يامازاكي (باليابانية: ヤマザキマリ) هي رسامة توضيحية ومانغاكا وكاتِبة يابانية، ولدت في 20 أبريل 1967 في طوكيو في اليابان.

## روابط خارجية
- ماري يامازاكي على موقع IMDb (الإنجليزية)
- ماري يامازاكي على موقع ديسكوغز (الإنجليزية)
- ماري يامازاكي على موقع قاعدة بيانات الفيلم (الإنجليزية)
- ماري يامازاكي على موقع ANN person (الإنجليزية)